# Préférence sexuelle
Vous pouvez aider à l'améliorer ou bien discuter des problèmes sur sa page de discussion.
- Le fond est à vérifier. Si vous venez d’apposer le bandeau, merci d’indiquer ici les points à vérifier. (Marqué depuis novembre 2020)
- Il peut contenir un travail inédit ou des déclarations non vérifiées. Vous pouvez l’améliorer en ajoutant des références. (Marqué depuis novembre 2020)

Vous pouvez aider à l'améliorer ou bien discuter des problèmes sur sa page de discussion.
- Son contenu est peut-être sujet à caution et doit absolument être sourcé. Si vous connaissez le sujet traité ici, vous pouvez le retravailler à partir de sources pertinentes en utilisant notamment les notes de bas de page. (Marqué depuis novembre 2020)
- Il possède une liste de controverses qui, par leur accumulation excessive, rendent l'article non neutre. Wikipédia n'est pas un catalogue de controverses, ni un lieu pour militer contre un sujet. Modifiez l'article pour rendre ce dernier plus neutre. (Marqué depuis novembre 2020)

- Archive Wikiwix
- Bing
- Cairn
- DuckDuckGo
- E. Universalis
- Gallica
- Google
- G. Books
- G. News
- G. Scholar
- Persée
- Qwant
- (zh) Baidu
- (ru) Yandex
- (wd) trouver des œuvres sur Wikidata

Les préférences sexuelles correspondent au développement, en raison des expériences sexuelles vécues au cours de la vie, de préférences pour certaines activités et caractéristiques : baiser, coït vaginal ou anal, fellation… ; les positions sexuelles, l'utilisation de certains jouets sexuels ; le genre, l'âge et le nombre de(s) partenaire(s) ; les lieux et l'heure de l'activité sexuelle, etc.
Chez les mammifères non-primates (rongeurs, canidés, félidés, bovidés, équidés…), il existe des processus neurobiologiques spécifiques et des caractéristiques particulières qui sont à l'origine de l'apparition de préférences pour certains partenaires. Chez les hominidés (être humain, chimpanzé, bonobo, orang outan, gorille), en raison de l'évolution de plusieurs facteurs biologiques majeurs (hormones, phéromones, réflexes copulatoires, cognition…) du comportement sexuel,,, il se forme surtout des préférences sexuelles.
Chez les animaux qui ont un système nerveux très simple, comme les insectes, il n'existe pas de préférences sexuelles[réf. nécessaire].

## Neurobiologie des préférences sexuelles
Chez les mammifères non-primates, plusieurs processus neurobiologiques et situations spécifiques sont à l'origine de préférences pour des partenaires particuliers,.
Certains processus sont liés à l'activité des circuits olfactifs et/ou du système somatosensoriel :
- Les conditionnements sexuels sont les principaux processus qui induisent des préférences sexuelles. La stimulation des zones érogènes (surtout le pénis et le clitoris), en particulier durant la copulation, active le système de récompense[7],[8] ce qui induit la formation de préférences pour plusieurs caractéristiques du partenaire sexuel (en particulier les odeurs chez les rongeurs), induisant ainsi une préférence pour le partenaire de copulation[9].
- Chez des souris proches de celles vivant en milieu naturel (et donc différentes des souches sélectionnées pour être utilisées en laboratoire), des chercheurs ont identifié une phéromone, la darcin, qui est libérée dans les urines du mâle avec d'autres molécules odorantes de ce mâle. Quand une femelle entre en contact avec cette phéromone, la darcin provoque la mémorisation des odeurs contenue dans cette urine, et ensuite la femelle n'est plus excitée que par ces odeurs. Avant le contact avec la darcin, la femelle peut être attirée par tous les mâles, après le contact avec la darcin, la femelle développe une préférence pour un seul mâle[10].
- Chez les espèces sociales ou monogames (renard, chacal, castor, gibbon, siamang…), la combinaison de plusieurs facteurs biologiques qui fonctionnent simultanément (l'ocytocine et/ou l'arginine-vasopressine et leurs nombreux récepteurs, les phéromones, le système de récompense et la copulation) provoquent l'attachement au partenaire sexuel, c'est-à-dire une préférence quasi exclusive pour ce partenaire[11].
- Les chatouilles, chez les jeunes mais pas chez les adultes, induisent des préférences sexuelles pour le partenaire à l'origine de ces stimulations corporelles hédoniques[12].

D'autres processus sont liés à des situations :
- Les activités ludiques durant l'enfance induisent, chez les femelles et à l'âge adulte, des préférences sexuelles pour les anciens partenaires de jeux[13]. Ce phénomène dépend également de conditionnements, puisque les activités ludiques procurent des récompenses cérébrales[14],[15]. Ainsi, les différents types de récompenses somatosensorielles, provoquées par les différentes activités de stimulations du corps (sexuelles et non sexuelles), induisent différents types de préférences qui renforcent les préférences sexuelles[4].

## Évolution des facteurs neurobiologiques
Au cours de l'évolution des rongeurs aux humains, on observe des modifications des facteurs neurobiologiques responsables de la formation des préférences sexuelles.
Chez les hominidés (l'être humain, le Chimpanzé, le Bonobo, l'Orang outan) et le Dauphin, plusieurs facteurs biologiques qui contrôlent la sexualité ont été modifiés. Au cours de l'évolution, l'importance et l'influence des réflexes sexuels (surtout la lordose), des hormones et des phéromones,, sur le comportement sexuel a diminué. Au contraire, l'importance de la cognition et des récompenses cérébrales est devenue majeure.
Chez l'être humain, le but du comportement sexuel n'est pas le coït vaginal, mais la recherche des récompenses / renforcements sexuels (ou plaisirs érotiques). Ce plaisir est procuré par la stimulation du corps et des zones érogènes, ainsi que les émotions (système limbique) et le lien relationnel avec le partenaire. Ce comportement, où le plaisir érotique est la conséquence de l'expérimentation sexuelle, recherchée et désirée, est un comportement érotique. La reproduction, chez l'être humain, peut être un résultat indirect du comportement érotique. Pour ces raisons, le comportement sexuel humain n'est plus seulement un comportement de reproduction, mais devient un comportement érotique et culturel.
Ainsi, par rapport aux préférences, en raison de ces modifications neurobiologiques chez les hominidés, les systèmes olfactifs deviennent secondaires, tandis que les récompenses somatosensorielles (les plaisirs du corps) et les processus cognitifs deviennent prépondérants dans la formation des préférences sexuelles.

## Préférences sexuelles chez l'être humain
C'est au cours de ces différentes activités de stimulation du corps, avec soi-même, avec un ou plusieurs partenaires ou avec des objets, que se forment les préférences sexuelles par conditionnements et par apprentissages. Par exemple, des chercheurs ont montré que des préférences pour des vêtements ou des chaussures sont apprises par conditionnement classique (ou Pavlovien). Plus que la quantité, c'est la qualité des expériences érotiques qui est déterminante.
Les préférences sexuelles se forment de la même manière que toutes les autres préférences : chaque personne a des préférences alimentaires, des préférences musicales, des préférences olfactives ou des préférences pour certaines activités de loisirs, etc.. La préférenciation n'est pas une caractéristique particulière de la sexualité humaine. C'est un phénomène psychologique général.
Les récompenses cérébrales, les conditionnements et les autres formes d'apprentissages sont les processus cérébraux qui sont à l'origine du développement des préférences sexuelles,,.
Chez les hominidés et l'être humain, on commence à identifier des processus et des situations très spécifiques qui induisent ou renforcent des préférences sexuelles :
- Le cervelet atténue les sensations corporelles produites par autostimulation[28],[29],[30]. Pour cette raison, la masturbation génère en général des sensations moins intenses qu'une masturbation réciproque avec un partenaire. Ce phénomène cérébral induit une préférence pour les activités sexuelles avec un ou plusieurs partenaires[19].
- Le stress, par l'intermédiaire du cortisol, augmenterait l'intensité des récompenses cérébrales et donc des préférences sexuelles[31].
- Les interactions sexuelles entre enfants induiraient à l'âge adulte des préférences sexuelles pour des partenaires sexuels plus jeunes[32].

## Problèmes méthodologiques et expérimentaux
Plusieurs auteurs ont supposé que certaines caractéristiques, telles le rapport taille-hanche, les seins ou la symétrie du visage, sont des caractéristiques qui pourraient induire de manière innée des préférences sexuelles. Mais plusieurs études pluridisciplinaires suggèrent que l'importance de ces caractéristiques dépend généralement du contexte culturel, et que leurs influences sur la sexualité proviennent surtout d'apprentissages.

## Préférences sexuelles et orientation sexuelle
Les préférences sexuelles sont à distinguer de l'orientation sexuelle.
Les préférences sexuelles apparaissent après des conditionnements et des apprentissages. Elles sont acquises.
L'orientation sexuelle correspond à des processus neurobiologiques innés, spécialisé dans l'identification du partenaire du sexe opposé. Chez les animaux, l'orientation sexuelle dépend principalement des phéromones. Par exemple, chez les insectes, la femelle émet des phéromones qui attirent les mâles. La première phéromone sexuelle, le bombykol, a été identifiée en 1959. Cette molécule est émise par la femelle du bombyx du mûrier, attire le mâle sur une distance de plusieurs kilomètres, et induit la copulation. En manipulant génétiquement les circuits neurobiologiques qui analysent ces phéromones, on peut inverser l'orientation sexuelle, et provoquer chez les mâles une attirance homosexuelle.
Chez les mammifères, l'orientation sexuelle dépend également de manière innée des phéromones et des circuits olfactifs (l'organe voméronasal et l'amygdale olfactive principalement),. Mais chez l'Homme (et les hominidés), comme les circuits olfactifs sont altérés, et que les phéromones n'ont plus qu'un effet faible,,, et qu'au contraire les conditionnements et les apprentissages ont des effets majeurs, il se forme surtout des préférences sexuelles.